# Juanjo Pardo
Juan José Pardo Domingo (n. Valladolid; 29 de abril de 1973) es un actor y presentador de televisión español.

## Carrera profesional
Su debut profesional se produce en TVE, a la edad de 17 años cuando en 1990, es seleccionado para copresentar el programa infantil Club Disney. Permanece al frente del espacio durante seis años.
Su formación como actor se produce en la academia de Cristina Rota. A partir de 1995 interviene en diferentes series nacionales con carácter episódico como Los ladrones van a la oficina, Hermanos de leche, Canguros, Manos a la obra, Tío Willy, A las once en casa o ¡Ala... Dina!... También interviene en el largometraje Resultado final (1997) de Juan Antonio Bardem y el corto de Rafa Russo El Cumplido (1999). 
Entrada la década de 2000, intensifica sus apariciones en series de televisión, bien con personajes fijos bien con personajes ocasionales (Luna negra, 2003; Obsesión (2005), Divinos (2006), Homo zapping news (2006-2007); Impares (2008); Mi gemela es hija única, (2008)) bien episódicos (El comisario, (2005-2008). Igualmente participa en el concurso de monólogos de El club de la comedia en 2000. En la gran pantalla interviene en No dejaré que no me quieras (2002), de José Luis Acosta y R2 y el caso del cadáver sin cabeza (2005), junto a Javier Gurruchaga. Finalmente, sobre los escenarios, participa en los montajes de la obra Eso a un hijo no se le hace de Benet y Jornet (2001) y los musicales 101 dálmatas (2001), We will Rock You (2003) y Hoy no me puedo levantar (2008). 
Durante esta etapa combinó su actividad interpretativa con la presentación de programas. De este modo, entre 2001 y 2010 condujo el programa de servicio público de empleo Aquí hay trabajo en La 2 de TVE y desde marzo de 2010 hasta junio de 2015 presentó el programa Para todos La 2 también en La 2 de TVE junto a Montse Tejera y posteriormente junto a 
Marta Càceres. En noviembre de 2013 conduce en La 1 de TVE el programa Tu oportunidad talent show dedicado al mundo del emprendimiento.
Más recientemente ha intervenido en series como El Principe (2015), Centro Médico (2018) o Secretos de Estado (2019), Servir y proteger (2020) y en los montajes teatrales Hombres Desesperados (2016), La Cantante (2017-18) y El Empresario (2019).
En abril de 2020, comienza a presentar el programa de senderismo de La 2, 80 cm.

## Trayectoria

### Programas
- Club Disney en TVE (1990/1996), Presentador
- El kanguro de A3Z en Antena 3 (1996/1997), Presentador
- Escaparate digital en Vía Digital (1997/1998), Presentador
- Bricobi' en Vía Digital (1998/2000), Presentador
- Solo comedia en Paramount Comedy (2000), Colaborador
- El club de la comedia en La 2 (2000), Concursante
- La última noche en Telecinco (2000/2001), Colaborador
- Aquí hay trabajo en La 2 (2001/2010), Presentador
- Para todos La 2 en La 2 (2010/2015), Copresentador
- Tu oportunidad en La 1 (2016), Presentador
- Gala 60 años juntos en La 1 (2016), Copresentador
- Ilustres ignorantes en Movistar+ (2017), Colaborador
- 80 cm en La 2 (2019/Actualidad), Presentador

### Series

#### Papeles fijos
- El super (1999), 20 episodios
- Géminis, venganza de amor (2002/2003), 15 episodios
- Luna negra (2003/2004), Alberto
- Obsesión (telenovela) (2004/2005), Tomas
- El comisario (2005/2008), Inspector de Asuntos Internos
- Divinos (2006), Arroyo
- Homo zapping (2006/2007), Varios personajes
- Mi gemela es hija única (2008), Chete
- Impares (2008/2009), Rafael Hernández
- Palomitas (2011), Varios personajes
- Secretos de estado (2019), David

#### Papeles episódicos
- Los ladrones van a la oficina (1995), 1 episodio
- Hermanos de leche (1995), 1 episodio
- Carmen y familia (1996), 1 episodio
- Vidas y sainete (1996), 1 episodio
- Café con leche (1997), 1 episodio
- La casa de los líos (1998), 3 episodios
- Tío Willy (1999), 1 episodio
- A las once en casa (1999), 1 episodio
- ¡Ala... Dina! (2000), 2 episodios
- Manos a la obra (2000), 1 episodio
- Abierto 24 horas (2000), 1 episodio
- Con dos tacones (2006), 2 episodios
- La familia Mata (2008), 1 episodio
- Hospital central (2011 y 2012), 2 episodios
- El príncipe (2015), 2 episodios
- La verdad (2016), 1 episodio
- Supernormal (2020), 2 episodios
- Servir y proteger (2020), 4 episodios

### Cine

#### Largometrajes
- Resultado final de Juan Antonio Bardem (1997)
- La familia… 30 años después de Pedro Masó (1999)
- No dejare que no me quieras de José Luis Acosta (2001)
- R2 y el caso del cadáver sin cabeza de A. Sáenz de Heredia (2004)
- Oculto de Antonio Hernández (2005)
- Ángeles S.A. de Eduard Boch (2007)
- La cripta de Pablo Ibáñez (2011)
- Capa caída de Santiago Alvarado (2013)

#### Cortometrajes
- Manualidades de Santiago Lorenzo (1990)
- Minimizar gastos de Alia Enstein (1999)
- La cartera de Miguel Martí (1999)
- El cumplido de Rafael Russo (2000)
- Historia de un búho de José Luis Acosta (2001)
- Descanso de María Álamo (2002)
- Heaven de Javier Andrés y Javier Olivares (2002)
- El curro de Antonio Bachiller y Beatriz Medina (2016)
- Jaén, Cazorla experiencie de Manuel Tallafe (2017)

### Teatro

#### Obras
- Eso a un hijo no se le hace (2000/2001)
- Hombres desesperados (2015/2016)
- Como volver al mundo real (2017)
- El empresario (2018)
- Bang Bang! Somos historia (2019)
- Mi última noche con Sara (2020)

#### Musicales
- 101 dálmatas (2001/2002)
- Queen We Will rock you (2003/2004)
- Hoy no me puedo levantar (2008)
- La cantante (2018)